# Fucanglong
Fucanglong (Fúcánglóng) är en drake i kinesisk mytologi. Denna underjordens drake vaktar stora skatter - både ädelstenar och guld - och genom detta liknar den de europeiska drakföreställninganra mer än andra kinesiska drakföreställningar.